# Roc del Forat del Gat
El Roc del Forat del Gat és una muntanya de 1.252 metres que es troba al municipi de Les Valls de Valira, a la comarca de l'Alt Urgell.